# Nikolaï Leonenko
Nikolaï Viktorovitch Leonenko (en russe : Николай Викторович Леоненко) est un joueur russe de volley-ball né le 19 décembre 1984. Il mesure 2,00 m et joue réceptionneur-attaquant.

## Clubs
| Club                               | De        | À         |
| ---------------------------------- | --------- | --------- |
| Lokomotiv-Izoumroud Iekaterinbourg | 2001-2002 | 2003-2004 |
| S. Nijnievartovsk                  | 2004-2005 | 2005-2006 |
| Dinamo Moscou                      | 2006-2007 | 2006-2007 |
| S. Nijnievartovsk                  | 2007-2008 | 2008-2009 |
| L. Novossibirisk                   | 2009-2010 | 2010-2011 |
| Dinamo Krasnodar                   | 2011-2012 | 2011-2012 |
| Goubernia Nijni Novgorod           | 2012-2013 | 2012-2013 |
| Lokomotiv Novossibirisk            | 2012-2013 | ...       |

## Palmarès
- Ligue des champions (1)
  - Vainqueur : 2013
- Championnat de Russie
  - Finaliste : 2007
- Coupe de Russie (2)
  - Vainqueur : 2010, 2011
  - Finaliste : 2002, 2007